# Golfe de l'Ienisseï
Le golfe de l'Ienisseï (en russe : Енисейский залив, Enisseïski zaliv) est un long et large estuaire par lequel le fleuve Ienisseï s'écoule dans le Nord de la Sibérie centrale pour parvenir en haute mer. 
Le golfe est une partie de la mer de Kara et s'étend sur une longueur d'environ 310 km et selon un axe globalement sud-nord. Sa  largeur varie de 5,6 km à plus de 100 km, selon un axe globalement nord-sud. Il s'étend entre les latitudes de 70° 18' N dans la région de Munguy, au nord de Doudinka, et 72° 43’ N, à la pointe méridionale de l'île Sibiriakov, dans la mer de Kara.  
L'estuaire de l'Ienisseï possède quelques îles basses dans sa partie sud, mais aucune dans sa partie septentrionale, plus large. Il est bordé de lacs et de marécages, entrecoupés de nombreux bras de rivières provenant de la toundra environnante et qui s'écoulent dans l'estuaire. L'ensemble de la région est sombre et n'a qu'un faible habitat très dispersé, les rares villages étant construits sur le pergélisol.
Le climat de la région est particulièrement rigoureux. L'hiver est long et très froid avec de fréquents blizzards et des vents violents. L'estuaire de l'Ienisseï est gelé environ neuf mois dans l'année et même en été il n'est jamais complètement libre de glace. Durant l'hiver, les voies maritimes sont maintenues ouvertes par des brise-glaces. 
Le golfe de l'Ienisseï et l'ensemble de ses îles appartiennent au kraï de Krasnoïarsk et font partie de la réserve naturelle du Grand Arctique, la plus grande réserve naturelle de Russie.

## Cartographie
Le golfe de l'Ienisseï figure sur deux cartes topographiques soviétiques/russes à 1/1 000 000 :
- Carte R-43-44 Goudanski-na-Ob
- Carte S-43-44 Dikson